# Neosphaerocera
Neosphaerocera är ett släkte av tvåvingar. Neosphaerocera ingår i familjen hoppflugor.
Kladogram enligt Catalogue of Life:
| Neosphaerocera | \| \| Neosphaerocera boraceiensis \| \| \| \| \| \| Neosphaerocera diadelpha \| \| \| \| \| \| Neosphaerocera novaeteutoniae \| \| \| \| |
|                | \| \| Neosphaerocera boraceiensis \| \| \| \| \| \| Neosphaerocera diadelpha \| \| \| \| \| \| Neosphaerocera novaeteutoniae \| \| \| \| |
|                | Neosphaerocera boraceiensis |
|                | |
|                | Neosphaerocera diadelpha |
|                | |
|                | Neosphaerocera novaeteutoniae |
|                | |